# Wilfried Kühlem
Wilfried (Willi) Kühlem (* 26. Januar 1963 in Köln) ist ein ehemaliger deutscher Schwimmer. Er startete für den SV Rhenania Köln und wurde von Gerhard Hetz und Elmar Schneider trainiert. Von der Presse erhielt er aufgrund seiner Spurtgewaltigkeit den Beinamen „Rakete von Deutz“
1980 wurde Kühlem deutscher Jugendmeister und verbesserte in diesem Jahr dreimal den
deutschen Altersklassenrekord für 17-Jährige. 1981 schwamm er mit der 4-mal-100-Meter-Freistilstaffel an der Seite von Michael Groß Europarekord. Im selben Jahr belegte er mit der Staffel den dritten Platz bei den Europameisterschaften in Split über dieselbe Distanz und erreichte damit den ersten internationalen Erfolg in der Vereinsgeschichte des SV Rhenania Köln. 1982 nahm er als Deutscher Vizemeister über 100 m Freistil in den Einzel- und Staffelrennen an den Weltmeisterschaften in Guayaquil teil (vierter Platz 4 × 100 m Freistil). Zwischen 1982 und 1984 errang er drei deutsche Meistertitel über 4 × 200 m Freistil, unter anderem mit dem späteren Langstreckenweltmeister Rainer Henkel.
1984 erfüllte Kühlem mit einem dritten Platz über 100 m Freistil die Qualifikationsnorm für die Olympischen Spiele in Los Angeles. Trotzdem nominierte der Deutsche Schwimm-Verband (DSV) nicht ihn, sondern den Fünftplatzierten. Den Prozess gegen den DSV gewann Kühlem, die 25. Zivilkammer am Landgericht München sah dessen Klage als berechtigt an und der DSV musste Kühlem für die Spiele in Los Angeles nominieren. Doch die Olympischen Spiele fanden trotzdem ohne den Sprinter statt, da das NOK seine Nominierung verweigerte. Kühlem erhielt 1982 die Kampfrichter Lizenz und 1986 die Trainer B Lizenz und arbeitete von 1986 bis 1997 als Trainer im Kinder- und Jugendschwimmen.
Wilfried Kühlem ist Inhaber einer Haus- und Grundbesitzverwaltung in Köln, mit Kordula Kühlem verheiratet und hat zwei Kinder.